# HIP 65426 b
HIP 65426 b est une exoplanète en orbite autour de l'étoile HIP 65426, dans la constellation du Centaure, à une distance d'environ 109 pc (∼356 al) du Soleil. Il s'agit d'une planète gazeuse superjovienne.
Sa découverte est annoncée le 6 juillet 2017 par le consortium SPHERE utilisant l'outil SPHERE (Spectro-Polarimètre à Haut contraste destiné à la REcherche d'Exoplanètes) situé à l'Observatoire européen austral (ESO) au Chili. Il s'agit de la première exoplanète découverte à l'aide de cet instrument. En septembre 2022, le télescope spatial James Webb la photographie.